# 리사 심슨
리사 메리 심슨(영어: Lisa Marie Simpson)은 미국 텔레비전 시리즈 애니메이션 심슨 가족에 주인공으로 등장하는 캐릭터이다. 호머 심슨과 마지 심슨의 딸이며, 바트 심슨의 여동생이자 매기 심슨의 언니로, 나이는 8살이며, 스프링필드 초등학교 2학년생으로 설정되어 있다. 다른 가족 구성원에 비해 상식적이고 영리하며, 환경보호에 관심이 많고 평화주의자이다. 가끔 못말리는 가족들의 행동에 화를 내거나 종종 실망한다.시즌 30 할로윈 특집에선 바트가 장난쳐 F를 받게 되자 밀하우스와 넬슨,바트를 납치하고 밀하우스와 넬슨을 죽이고 바트도 죽일 뻔했다

## 심슨 가족에서의 역할
리사 심슨은 여성주의와 정치적 올바름 그리고 여성의 능력을 잘 나타내는 캐릭터이다. 특히, 말리부 스테이시 인형이 등장하는 에피소드에서, 말하는 스테이시라고 기대했던 리사는 스테이시 인형이 하는 말을 듣자마자 매우 실망한다. 왜냐하면 스테이시 인형이 매우 성차별적인 말을 하기 때문(예를 들어 '학교에서 쇼핑을 가르쳤으면 좋겠어. 힘든 일은 딸기아이스크림을 먹으며 다 잊어버리자) 이에 리사는 문제의식을 느끼고 마지 부비에와 같이 회사를 직접 찾아가지만 해결책을 얻지 못한다. 그래서 그녀는 스테이시인형 제작자에게 직접 찾아가, 여자아이들의 롤모델이 되어줄 새로운 인형을 만들자고 제안한다. 인형의 이름을 리사 라이온하트라고 짓고, 이 인형을 게시한 날, 성차별적인 발언을 하는 스테이시를 만든 회사의 방해공작으로 이 인형은 큰 주목을 받지 못한다.
하지만 그 중 다른 한 명의 소녀가 리사 라이온하트 인형에게 다가가 이 인형을 집어들었고 이 인형은 아래와 같이 말했다.
" 자기 자신을 믿으면 뭐든지 이룰 수 있어요"
성적은 학급내에서 가장 우수하며 거의 대부분 A를 받는다. B를 받았을 때는 담임선생님에게 항의한 적도 있다. 반에서 머리도 가장 좋지만, 가족의 형편상 사립학교에 진학할 수 없는 설정으로 보인다. 색소폰을 부는 것을 좋아하며 연주실력 또한 매우 뛰어나다. 기타 다른 악기에도 소질이 있어 보인다.아이스 하키에도 소질이 있다.
소원은 세계평화와, 조랑말을 키우는 것이다. 동급생에 비해 사교성이 없고 내향적이라서 그런지 친구가 없다. 환경주의자이자 채식주의자이기도 하다. 처음에는 가족의 영향으로 기독교 신자였지만, 호머가 실수로 교회가 폭파되어 교회가 번즈 사장과 기업들의 협찬을 받게 되자 이를 계기로 기독교를 이탈해 불교 신자가 되었다. 학교에 가지 않으면 금단현상을 보인다.
리사는 높은 지적능력과 가족과 다른 특성으로 인하여 가족과의 많은 갈등을 일으킨다. 그러나 가족애는 남다르다.
극렬한 채식주의자로, 육식을 하는 사람을 야만족이라고 일컫는 경우도 있다. 
어느날 멘사 회원이 되는데, 평소의 학교 성적이 멘사 협회에 보고되어 있어서 다른 회원들과는 달리 테스트를 거치지 않았다. 아이큐는 156에서 159 사이라고 밝혀져 있다.
밀하우스는 리사를 좋아하지만 리사는 밀하우스 특유의 성격 때문에 친구이상으로는 생각하지 않는다. 밀하우스가 자신의 감정을 표현하면 매번 거부한다.
이성으로 좋아했던 사람은 20대의 지적이고 여유가있는 남교사가 있었다. 본인과 시적으로나 취미 또는 대화가 통하는 어른스러운 사람을 좋아한다. 
바트와 리사가 프랭크 교수의 집에서 미래를 보는 에피소드가 있는 데 리사가 밀하우스랑 결혼하면 인생을 망친다는 장면이 나온다. 결국 미래의 바트는 리사를 구해주고 리사는 밀하우스와 이어지지 않고 예일대학교에 들어갔지만 시즌 23 에피소드 9에서 밀하우스와 결혼하는 것으로 나온다.
리사는 넬슨 먼츠와 잠깐 사귄적이 있는데, 그 이후로도 서로 좋은 친구로 지내는 장면들이 나온다. (둘이서 같이 밥을 먹거나, 다른 애들이 지나갈때는 가만히 있던 넬슨이 리사가 지나갈때는 판자를 들어올려서 길을 만들어주거나, 롤러 스케이트장에서 손을 잡고, 앞에 가던 애들과 페이스북의 창업자인 마크 저커버그를 넘어뜨리는 장면 등이 나온다.) 
자신보다 뛰어난 사람(엘리스, 스프링필드 초등학교에서 유일하게 예일대에 진학한 졸업생, 매기 심슨 등등)이 나타나면 질투를 하게 되고 방해공작을 하는 것도 서슴지 않는다. (엘리스의 과제물이 자신의 것보다 뛰어나자 바트와 협력하여 소 심장으로 바꿔치기를 했으며, 매기가 리사보다 아이큐가 높게 나오자, 낱말 퀴즈를 하면서 일부러 틀린 낱말을 가르쳐주기도 했다.) 이는 성공에 대한 집착과 열등감에 사로잡힘으로 인한 하나의 사건이다.
바트와 성격이나 기호가 많이 다름에도 불구하고 오빠에 대한 믿음과 사랑이 있어 곧잘 싸우다가도 서로 잘놀거나 결정적인 순간에 도움을 주기도 한다.
리사의 미래를 담은 에피소드에서는 대학교에서 만난 영국인 학생 '휴'와 결혼할 뻔한 적도 있었으며, 미국 대통령이 된 적도 있다. 84년 LA 올림픽 마지막 날 태어났다는 에피소드도 있고 1990년에 3살이었다는 에피소드도 있지만 심슨 가족 시리즈의 설정 상 다른 등장인물들과 마찬가지로 나이를 먹지 않는다.
1. ↑  시즌 6 에피소드 8에서 lisa on ice에서 리사는 하키에 뛰어난 소질을 보인다.
2. ↑  심슨 시즌 136화에서 아빠 호머의 로켓 발사로 교회가 무너진 이후 재건할 때 번즈 사장이 기부금을 내면서 교회가 상업화 되자 리사 심슨은 교회를 떠난다. 이후 사원을 찾게 되고 불교로 개종하게 된다.